# Bostadsrättsbostad
En bostadsrättsbostad  (ofta förkortad bostadsrätt) i Finland är en form av bostad där en person har rätt att bo i en bostad som ägs av ett byggföretag. Fastigheten kan också ägas av en boendeförening även om det bara finns några av dessa i Finland. När en bosatt flyttar in betalar de företaget en bostadsrättsavgift för närvaro och bruksvederlag. När en bosatt flyttar ut, återlämnas rätten till beläggning betalning till den inhemska justeras enligt förändringen i byggnadskostnadsindex. En bosatt kan inte göra anspråk på lägenheten som sin egen. Rätten till bostäder är baserad på lagen till skillnad från samma typ av delägarbostad.
I januari 2016 fanns 41 500 bostadshus i Finland, varav 43 procent i huvudstadsregionen. Av hushållen i hela landet bodde 1,5 procent i bostadshus.